# Chrysoctonus
Chrysoctonus (лат.) — род перепончатокрылых насекомых из семейства Mymaridae (Chalcidoidea).

## Распространение
Афротропика, Неарктика.

## Описание
Микроскопического размера хальцидоидные наездники: общая длина тела менее 1 мм. Самки бескрылые, самцы крылатые. Оцеллии отсутствуют. Основная окраска тела желтовато-коричневая. Усики состоят из скапуса, педицеля, жгутика и булавы. Жгутик самок содержит от 4 до 8 члеников. Крылья с сильно редуцированным жилкованием. Паразиты яиц насекомых.

## Систематика
Среди родов с 5-члениковыми лапками Chrysoctonus наиболее близок к Arescon. В отличие от Arescon и большинства других Mymaridae, количество сегментов жгутика у самок варьируется и колеблется от четырех до восьми, но обычно у неарктических видов пять.
- Chrysoctonus apterus Mathot, 1966 — Афротропика[3]
- Chrysoctonus masneri (Yoshimoto, 1990) (Myrmecomymar masneri) — Канада[4][5]